# 2023 en Palestine
Chronologie de la Palestine
- 2019
- 2020
- 2021
- 2022
- 2023
- 2024
- 2025
- 2026
- 2027

Cette page concerne les évènements survenus en 2023 en Palestine :

## Évènements
- Blocus de la bande de Gaza, en cours depuis 2007.
- Guerre à Gaza depuis 2023 (pour le détail des articles liés à la guerre, voir la palette ci-dessous)
- Invasion israélienne de la bande de Gaza (depuis 2023)
- Depuis 2023 : Famine dans la bande de Gaza
- 1er janvier : Deux Palestiniens sont tués et trois autres blessés lors d'affrontements avec des soldats israéliens qui prennent d'assaut le village de Kafr Dan en Cisjordanie pour démolir les maisons de deux Palestiniens tués lors d'une fusillade à un poste de contrôle à Jénine[1].
- 12 janvier : Un Palestinien ouvre le feu sur des soldats israéliens à Kalandia, en Cisjordanie, et est abattu. Dans un autre incident, un Palestinien est tué par des soldats israéliens après avoir poignardé à mort un colon israélien dans une ferme[2].
- 14 janvier : Deux membres du Jihad islamique palestinien sont tués par des soldats israéliens lors d'un raid à Jaba', en Cisjordanie occupée[3].
- 26 janvier : Massacre de Jénine par Tsahal : Au moins neuf Palestiniens sont tués et 16 autres blessés lors d'un raid de soldats israéliens à Jénine et de l'échange de coups de feu qui s'ensuit avec le Jihad islamique palestinien[4].
- 27 janvier :  Fusillade de Neve Yaakov :Sept personnes sont tuées lors d'une fusillade perpétrée par un Palestinien dans la colonie israélienne de Neve Yaakov, dans la partie occupée de Jérusalem-Est. L'homme est abattu par la police israélienne après avoir tenté de s'enfuir[5]. En réponse à des roquettes tirées par des militants palestiniens sur le sud d'Israël, l'armée de l'air israélienne lance des frappes aériennes sur un site souterrain de fabrication de roquettes et sur une base militaire utilisée par le Hamas dans la bande de Gaza[6].
- 28 janvier :  Une maison civile palestinienne est incendiée par des colons israéliens.Les occupants n'étaient pas là au moment de l'attaque[7].
- 29 janvier :  Un Palestinien de 18 ans est abattu par un groupe de colons israéliens près de la colonie de Kedumim (en), en Cisjordanie occupée[8]. L'armée israélienne affirme que l'homme était armé, bien que l'agende de presse Wafa rapporte que les circonstances de l'assassinat ne sont pas claires[9].

## Sports
- Sports palestiniens pendant l'invasion israélienne de la bande de Gaza (en)
- 14-30 juillet : Palestine aux championnats du monde de natation 2023 (en)
- 28 juillet-8 août : Palestine à l'Universiade d'été de 2021 (en)
- 19-27 août : Palestine aux championnats du monde de natation 2023 (en)
- 23 septembre-8 octobre : Palestine aux Jeux asiatiques de 2022 (en)

## Sortie de film
- Resistance Climbing

## Destruction
- Musée de Rafah (destruction par Tsahal)